# Joseph Lagrange (generale)
Joseph Lagrange (Sempesserre, 10 gennaio 1763 – Parigi, 16 gennaio 1836) è stato un militare e politico francese.

## Biografia

### I primi anni e la campagna d'Egitto
Figlio di Armand Lagrange, un mercante, e di sua moglie Marianne Baruit, nel 1791 divenne sindaco di Lectoure ma lasciò l'incarico tre anni dopo per unirsi all'esercito col grado di capitano nel 2° battaglione di volontari, combattendo in Carinzia ed in Tirolo durante le campagne del 1796-1797. Facendo rapidamente carriera nell'esercito, giunse ad essere notato da Napoleone Bonaparte che lo volle con sé nell'invasione francese dell'Egitto. Combatté in Egitto ed in Siria, ottenendo il grado di generale di brigata il 14 luglio 1798. Entrò al Cairo alla testa dell'avanguardia dell'esercito francese, distinguendosi quindi nell'assedio di al-Arish ed in quello di Acri nonché nella battaglia di Eliopoli. Al suo ritorno dall'Egitto venne nominato ispettore generale della gendarmerie e promosso al rango di generale di divisione, prima di essere posto al comando della 14^ divisione di fanteria dal 23 settembre 1800. L'11 dicembre 1803 ottenne la croce della Legion d'onore, venendo elevato al rango di grand'ufficiale il 14 giugno 1804.

### Le guerre napoleoniche

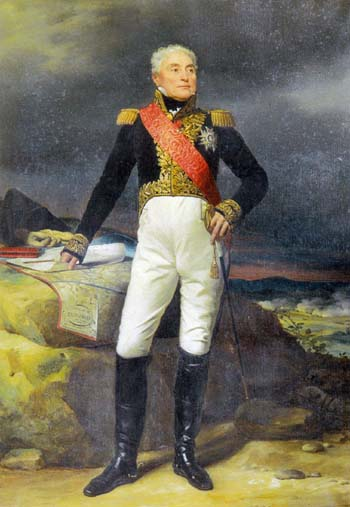
Ritratto del 1824 ad opera di Michel Martin Drolling.

Nel 1805 Lagrange venne posto a capo di una spedizione contro le colonie inglese nelle Antille. Sbarcato a Roseau, Dominica, catturando poi una nave nel porto, l'intera guarnigione locale e la sua artiglieria coi rifornimenti prima di distruggere tutte le fortificazioni e i magazzini. Ritornato in Europa all'inizio del 1806, venne posto a capo di una divisione inviata nei Paesi Bassi e contribuì al successo della campagna militare in Prussia di quell'anno, operando nell'elettorato d'Assia-Kassel sotto il comando del maresciallo Mortier. Fu membro della commissione che si occupò di organizzare il neonato regno di Vestfalia, divenendo ministro della guerra del primo sovrano, Girolamo Bonaparte.
Nel 1808 venne richiamato in servizio nella Guerra peninsulare, combattendo a Lascanti il 18 novembre, inseguendo il nemico sino a Terracina. Sotto il comando del maresciallo Lannes contribuì alla vittoria della battaglia di Tudela ove sconfisse il generale Castaños. Nel 1809 venne destinato in Germania al comando del contingente militare fornito dal granduca Carlo I di Baden. Il 26 aprile 1810 venne creato conte dell'impero. Con l'inizio dell'invasione francese in Russia nel 1812, venne creato governatore dell'Haute-Souabe nonché comandante di una divisione del IX corpo d'armata. Nel 1813 venne trasferito nel corpo d'armata del maresciallo Marmont, combattendo nell'assedio di Hoertel, nella battaglia di Dresda e nella Battaglia di Lipsia. Si distinse inoltre nella campagna in Francia del 1814, in particolare nella battaglia di Lesmont del 2 febbraio 1814 e nella battaglia di Champaubert del 10 febbraio 1814, nella quale venne pesantemente ferito alla testa.

### L'attività politica
Ritiratosi a vita privata a Gisors alla caduta di Napoleone, non combatté durante i Cento Giorni. Divenne presidente del collegio elettorale di Gers nel 1817 e venne eletto deputato al parlamento per quel dipartimento il 20 settembre di quello stesso anno. Sedendo nel gruppo dei realisti in maggioranza, venne creato nuovamente ispettore generale della gendarmerie nel 1818 ed il 1° maggio 1821 ricevette la gran croce della Legion d'onore.
Non prese parte alla Rivoluzione di luglio del 1830, ma il governo di Luigi Filippo di Francia lo nominò alla camera dei pari il 9 novembre 1831, permettendogli di ritirarsi dall'esercito col grado di tenente generale dall'11 giugno 1832. Rimase in politica sino alla sua morte. Il suo nome venne inciso sotto l'Arco di Trionfo di Parigi, sulla trentaquattresima colonna.

## Matrimonio e figli

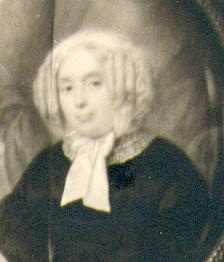
Marie de Talhouët-Bonamour, moglie del generale Lagrange

Il 6 novembre 1802, a Parigi, sposò Marie de Talhouët (1786–1849), figlia primogenita di Louis Céleste de Talhouët-Bonamour (1761–1812), marchese di Talhouët, e di sua moglie Élisabeth Baude de La Vieuville (1764–1814). La coppia ebbe i seguenti figli:
- Napoléon Joseph (1804–1812) ;
- Caroline Élisabeth (1806–1870), sposò nel 1824 Louis Alix de Nompère de Champagny (1796–1870), II duca di Cadore, figlio di Jean-Baptiste Nompère de Champagny
- Mathilde Louise (1809–1873), nel 1826 sposò Napoléon Bessières (1802–1856), II duca d'Istria, figlio di Jean-Baptiste Bessières
- Emma (1810–1876), sposò Charles Ferron de La Ferronays (1805–1863), conte di La Ferronays
- Frédéric (1815–1883), nel 1850 sposò Émilie de Riquet de Caraman (1832–1851), figlia del principe Joseph de Riquet de Caraman (1808-1886)